# العلاقات الصينية الموريشيوسية
العلاقات الصينية الموريشيوسية هي العلاقات الثنائية التي تجمع بين الصين وموريشيوس.

## مقارنة بين البلدين
هذه مقارنة عامة ومرجعية للدولتين:
| وجه المقارنة                                              | الصين                    | موريشيوس                 |
| --------------------------------------------------------- | ------------------------ | ------------------------ |
| المساحة (كم2)                                             | 9.60 مليون               | 2.04 ألف                 |
| عدد السكان (نسمة)                                         | 1.33 مليار               | 1.26 مليون               |
| الكثافة السكانية (ن./كم²)                                 | 138.54                   | 617.65                   |
| العاصمة                                                   | بكين                     | بورت لويس                |
| اللغة الرسمية                                             | اللغة الصينية القياسية   | لغة إنجليزية، لغة فرنسية |
| العملة                                                    | رنمينبي                  | روبي موريشي              |
| الناتج المحلي الإجمالي (بليون دولار)                      | 12.24 تريليون            | 13.34 مليار              |
| الناتج المحلي الإجمالي (تعادل القوة الشرائية) بليون دولار | 19.82 تريليون            | 25.36 مليار              |
| الناتج المحلي الإجمالي الاسمي للفرد دولار أمريكي          | 8.03 ألف                 | 9.25 ألف                 |
| الناتج المحلي الإجمالي للفرد دولار أمريكي                 | 13.21 ألف                | 18.59 ألف                |
| مؤشر التنمية البشرية                                      | 0.728                    | 0.777                    |
| رمز المكالمات الدولي                                      | +86                      | +230                     |
| رمز الإنترنت                                              | .cn، .中国 ‏، .中國 ‏      | .mu                      |
| المنطقة الزمنية                                           | توقيت الصين، ت ع م+08:00 | ت ع م+04:00              |

## منظمات دولية مشتركة
يشترك البلدان في عضوية مجموعة من المنظمات الدولية، منها:
| علم المنظمة | اسم المنظمة                               | تاريخ انضمام الصين | تاريخ انضمام موريشيوس |
| ----------- | ----------------------------------------- | ------------------ | --------------------- |
|             | مؤسسة التنمية الدولية                     | 24 سبتمبر 1960     | 23 سبتمبر 1968        |
|             | يونسكو                                    | 4 نوفمبر 1946      | 25 أكتوبر 1968        |
|             | وكالة ضمان الاستثمار متعدد الأطراف        | 30 أبريل 1988      | 28 ديسمبر 1990        |
|             | الأمم المتحدة                             | 25 أكتوبر 1971     | 24 أبريل 1968         |
|             | الفريق المعني برصد الأرض                  | ?                  | ?                     |
|             | الاتحاد البريدي العالمي                   | ?                  | ?                     |
|             | البنك الدولي للإنشاء والتعمير             | 27 ديسمبر 1945     | 23 سبتمبر 1968        |
|             | المنظمة الهيدروغرافية الدولية             | ?                  | ?                     |
|             | الاتحاد الدولي للاتصالات                  | 1 سبتمبر 1920      | 30 أغسطس 1969         |
|             | منظمة حظر الأسلحة الكيميائية              | ?                  | ?                     |
|             | مؤسسة التمويل الدولية                     | 15 يناير 1969      | 23 سبتمبر 1968        |
|             | المركز الدولي لتسوية المنازعات الاستشارية | 6 فبراير 1993      | 2 يوليو 1969          |
|             | منظمة التجارة العالمية                    | 11 ديسمبر 2001     | ?                     |
|             | منظمة الشرطة الجنائية الدولية             | ?                  | ?                     |
|             | البنك الإفريقي للتنمية                    | ?                  | ?                     |

## أعلام
هذه قائمة لبعض الشخصيات التي تربطها علاقات بالبلدين:
- ليم كي تشونغ (حكم كرة قدم موريشيوسي، 15 مايو 1960 – )

## وصلات خارجية
- موقع وزارة الخارجية الصينية